# Alexandre de Wurtemberg
Pour les articles homonymes, voir Alexandre de Wurtemberg (homonymie).
Alexander Christian Friedrich, comte de Wurtemberg, né le 5 novembre 1801 à Copenhague et mort le 7 juillet 1844 à Wildbad est un poète et officier allemand.

## Biographie
Il est le fils aîné du duc Guillaume Frédéric de Wurtemberg (1761-1830), qui lui-même est le frère du roi Frédéric Ier de Wurtemberg (1754-1816) et de Wilhelmine baronne Rhodis von Thunderfelt (1777-1822).
Il suit une formation militaire pour être officier et sert en qualité d'Oberstleutnant au 3e Régiment de cavalerie du Wurtemberg, stationné à Esslingen.
En été il réside au château de Serach et c'est là qu'il organise maintes rencontres de poètes, parmi lesquels on peut citer Emma Niendorf (de), Gustav Schwab, Justinus Kerner, Ludwig Uhland et Hermann Kurz (de). Ces rencontres furent baptisées le Cercle des poètes de Serach (Seracher Dichterkreis).
C'est plus précisément avec Nikolaus Lenau qu'il se lie d'une amitié profonde à partir de 1822. Les deux hommes ont en commun leur vision pessimiste du monde et leur mélancolie.
En 1832, Alexandre de Wurtemberg épouse à Keszthely (Hongrie) la comtesse Helena Festetics von Tolna (1812-1886), dont il a 4 enfants:
- Eberhard comte de Wurtemberg (1833-1896)
- Wilhelmine comtesse de Wurtemberg (1834-1910)
- Pauline comtesse de Wurtemberg (1836-1911), épouse en 1857 le comte Maximilian Adam von Wuthenau-Hohenthurm
- Karl Alexander comte de Wurtemberg (1839-1876)

Alexandre de Wurtemberg meurt à Bad Wildbad âgé de 43 ans seulement, d'une attaque cérébrale. Il est enterré à l'église collégiale (Stiftskirche) de Stuttgart.
Parmi ses œuvres figurent le recueil lyrique Stimmen der Zeit, la comédie inachevée Salvator Rosa in Rom, en plus de pièces poétiques isolées et de sa correspondance avec des personnalités telles que la comtesse Marie von Taubenheim ou Carl Christian Friedrich Weckherlin.